# امیل اولیویه
امیل اولیویه (به فرانسوی: Émile Ollivier) نویسنده قرن بیستم میلادی اهل هائیتی بود.